# Grammoptera merkli
Grammoptera merkli är en skalbaggsart som beskrevs av János Frivaldszky 1884. Grammoptera merkli ingår i släktet Grammoptera och familjen långhorningar. Inga underarter finns listade i Catalogue of Life.